# Dorfbrunnen (Hannover)

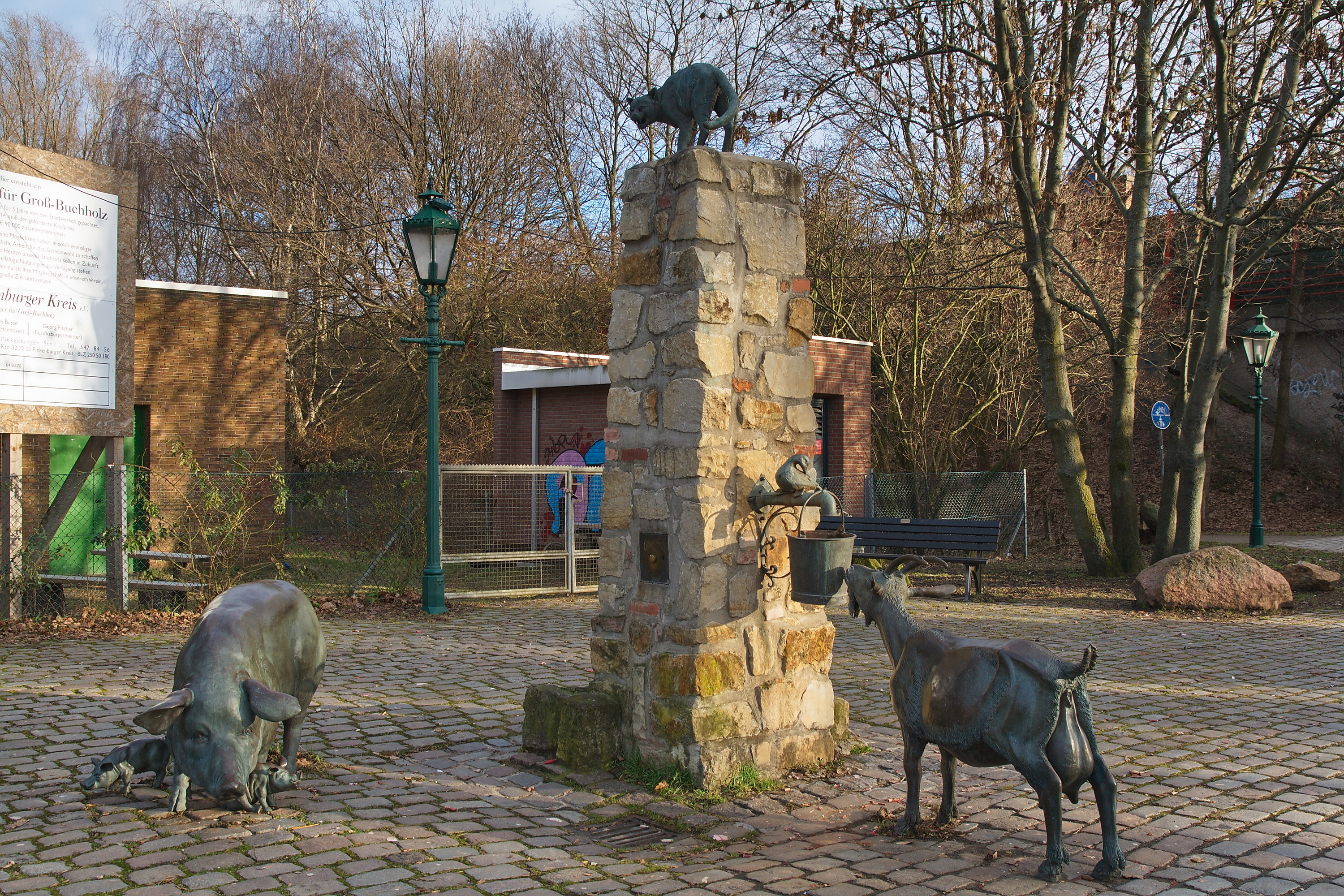
Dorfbrunnen mit Tierskulpturen in Groß-Buchholz

Der Dorfbrunnen in Hannover ist ein Ende des 20. Jahrhunderts errichteter Brunnen mit typischen Tier-Figuren eines Bauernhofes. Standort der von Bürgern gestifteten Anlage mit Skulpturen des hannoverschen Künstlers Bernd Maro ist der historische Dorfkern im heutigen Stadtteil Groß-Buchholz in der Pinkenburger Straße.

## Geschichte und Beschreibung
Der Dorfbrunnen entstand auf Initiative des Pinkenburger Kreises im Zusammenhang mit der Neuanlage eines Gemeinschaftsplatzes in den ehemaligen Dorf Groß-Buchholz. Hierfür waren insgesamt rund 30.000 Euro an privaten Spenden von Menschen aus Groß-Buchholz aufgebracht worden. Teil des neugestalteten Platzes war der Dorfbrunnen, den der hannoversche Bildhauer Bernd Maro ursprünglich unter dem Arbeitstitel „Gezänk am Brunnen“ entworfen hatte. Anfangs bildete ein bellender Hund den Gegenpol der auf der steinernen Stele buckelnden Katze.
Neben der Künstlersignatur Maros am Euter der Ziege findet sich die Jahreszahl „[19]97“, die Brunnenanlage wurde jedoch erst 1999 in Betrieb genommen. Von Anfang an war vorgesehen, das ein Druckknopf an der rund 3 Meter hohen gemauerten Stele nach seiner Betätigung Trinkwasser spenden sollte. Im Jahr 2013 war dieses aufgrund von Vandalismusschäden jedoch zeitweilig nicht möglich.
Zu den Tieren des Dorfbrunnens zählen unter anderem eine Katze, eine trinkende Ziege, eine schlafende Ente und eine Sau mit ihren Ferkeln.

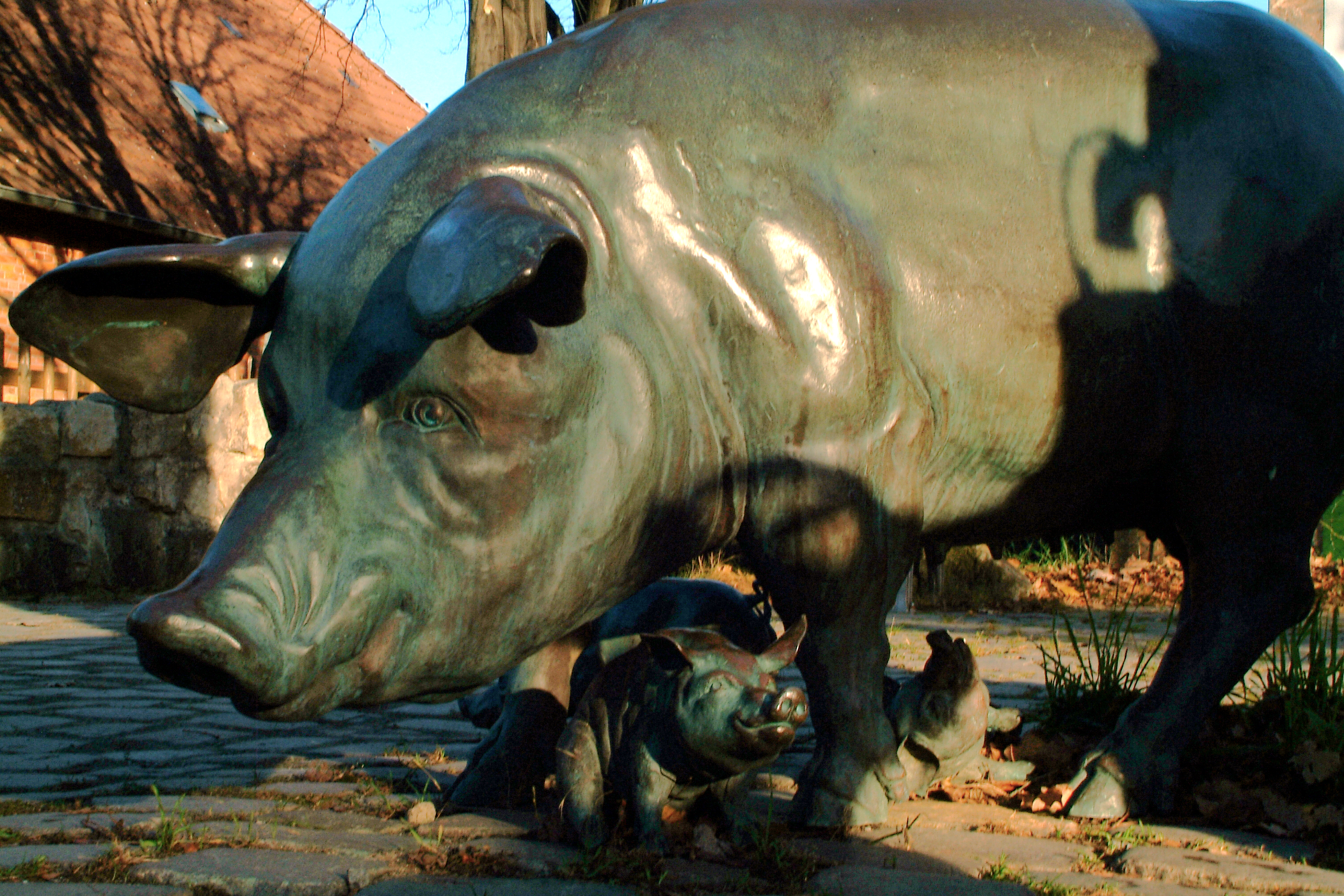
Sau mit Ferkeln
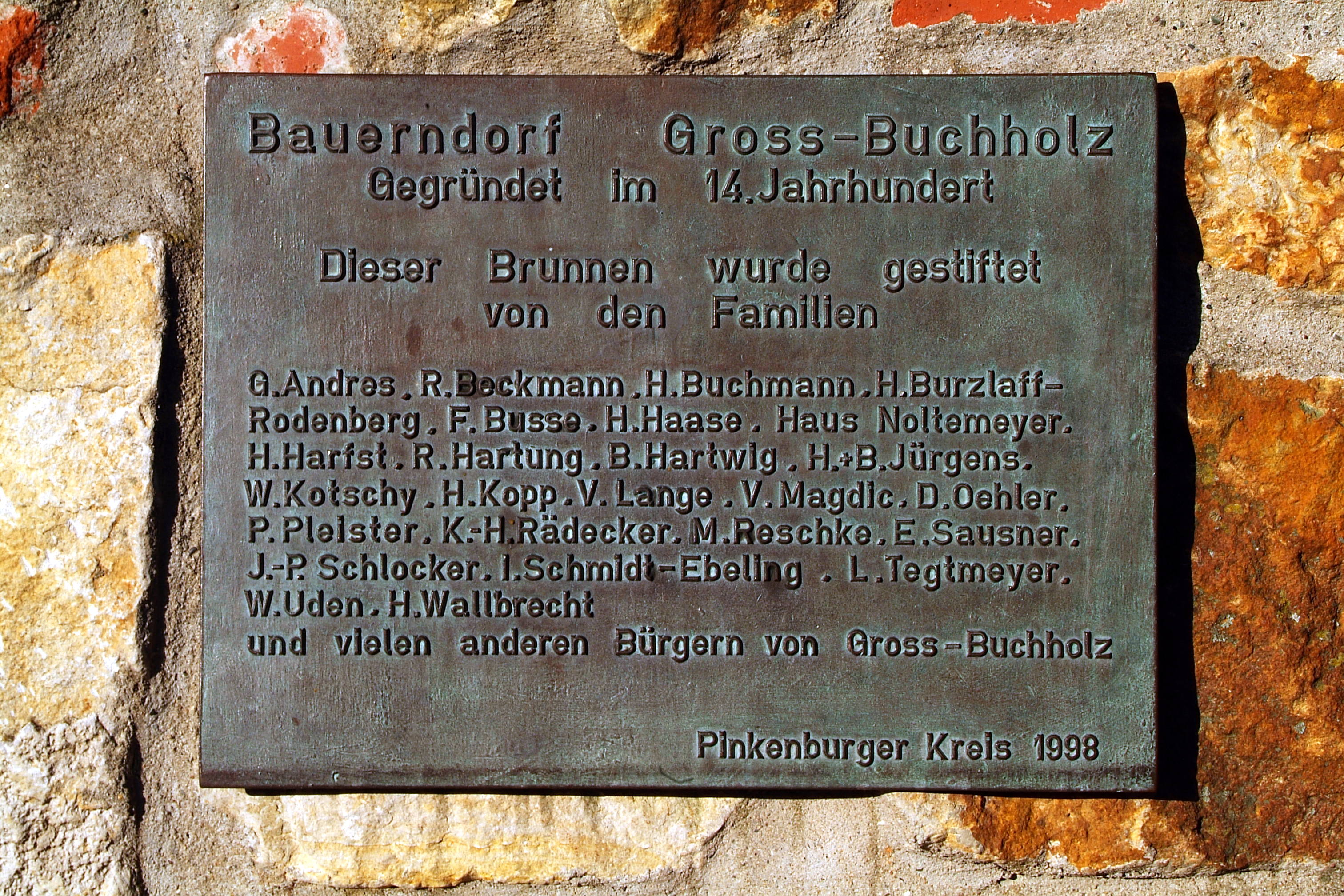
Tafel mit den Namen der Stifter
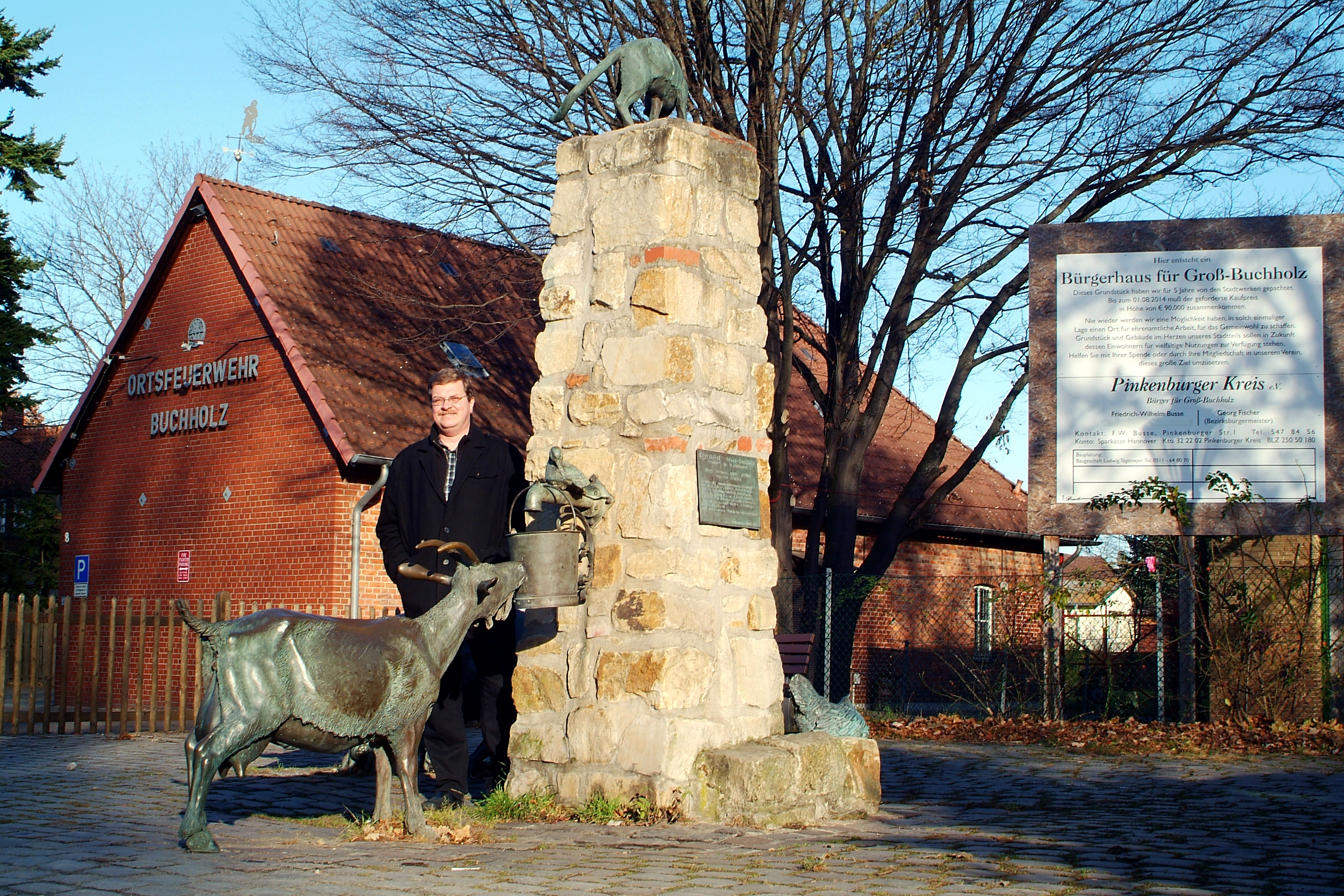
Friedrich-Wilhelm Busse vom Pinkenburger Kreis am Brunnen im Jahr 2011